# حمیدرضا برادران شرکا
حمیدرضا برادران شرکا اقتصاددان ،سیاستمدار ،مدرس دانشگاه رئیس اسبق سازمان برنامه و بودجه ، معاون سابق رئیس‌جمهور ایران و رئیس اسبق دانشکده اقتصاد علامه بوده‌است.
وی دانش‌آموختۀ دکتری اقتصاد از دانشگاه فلوریدا است.